# Типи вітрильників

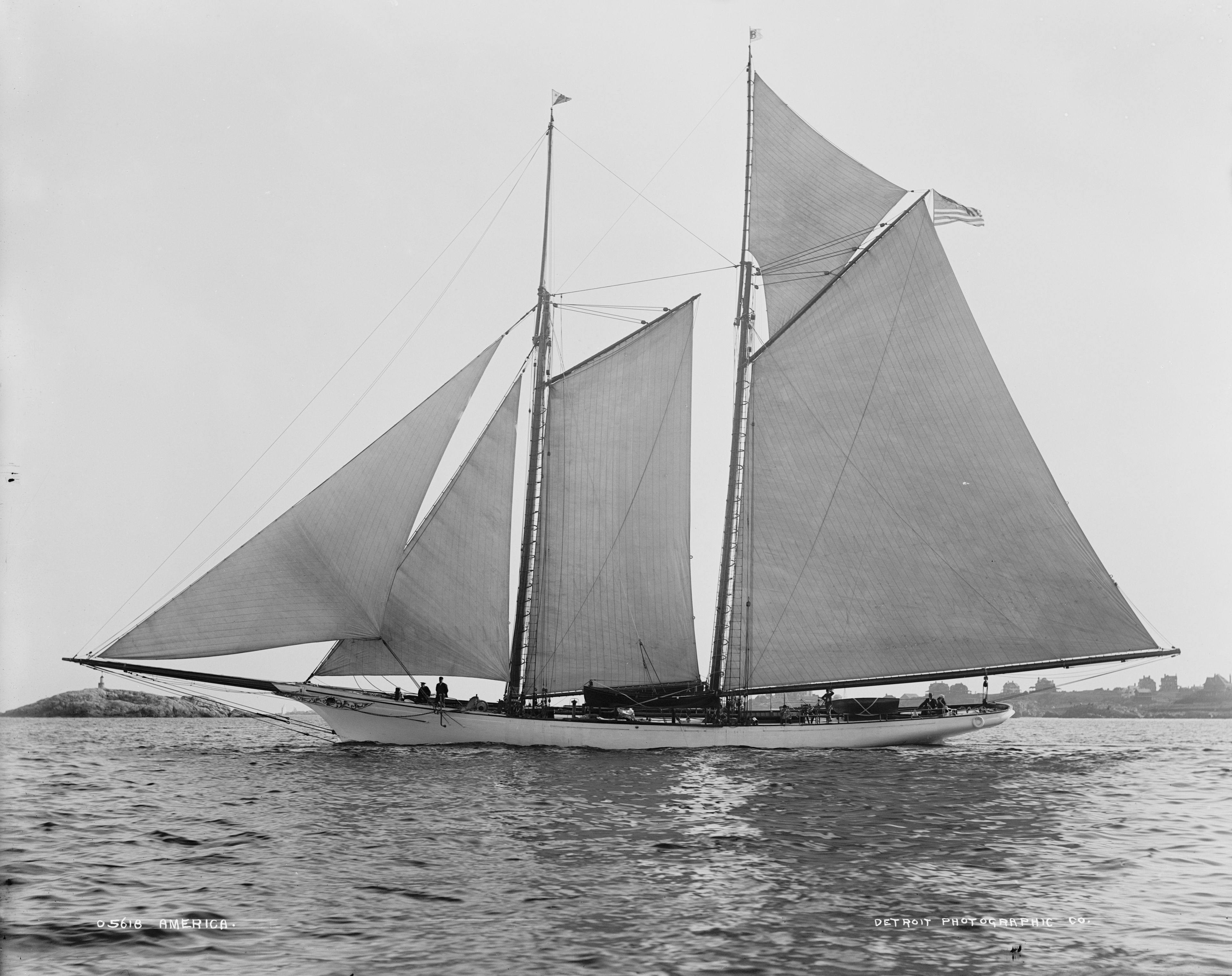
Шхуна «Америка» — вітрильне судно з косими вітрилами

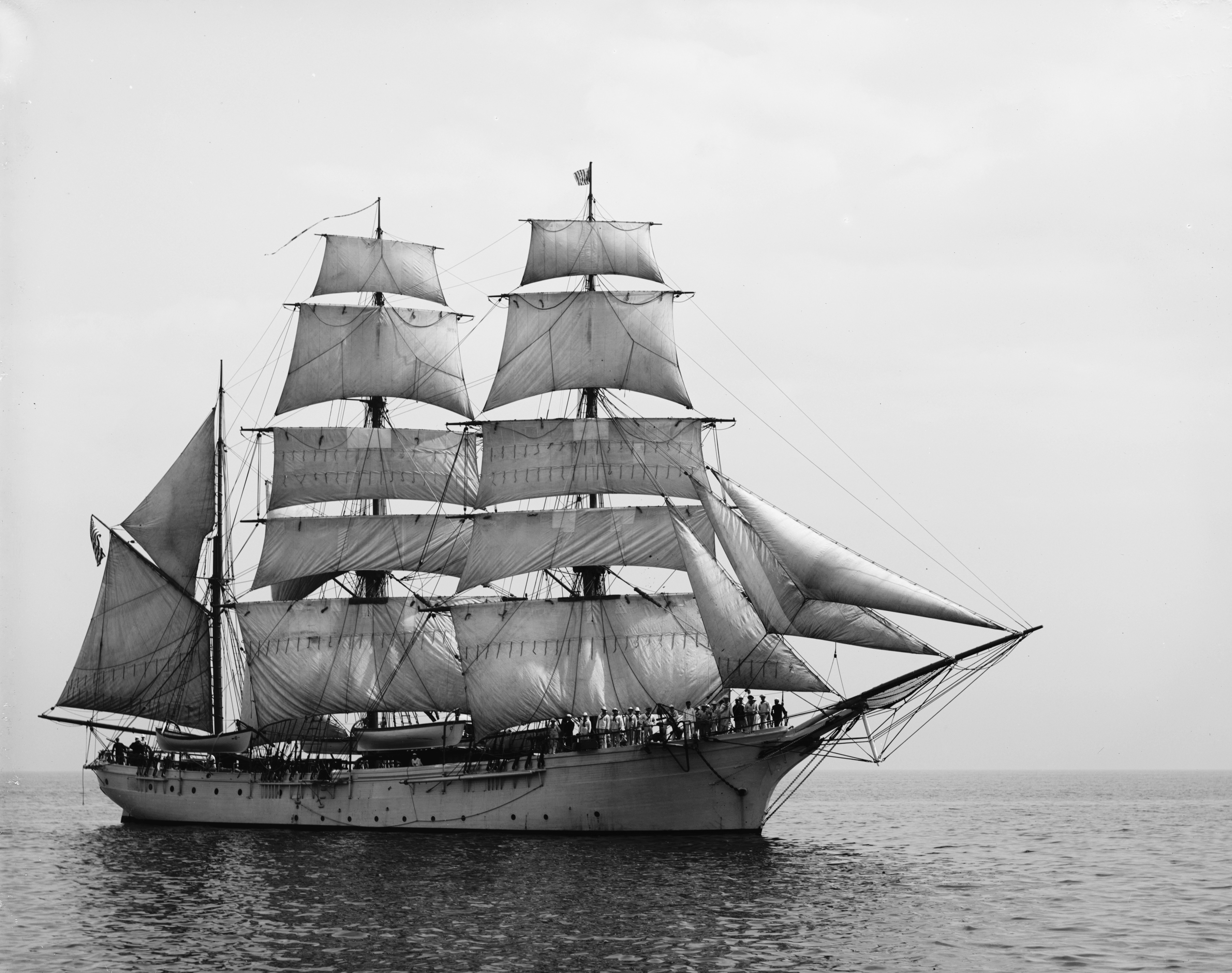
Барк — велике вітрильне судно зі змішаним вітрильним озброєнням

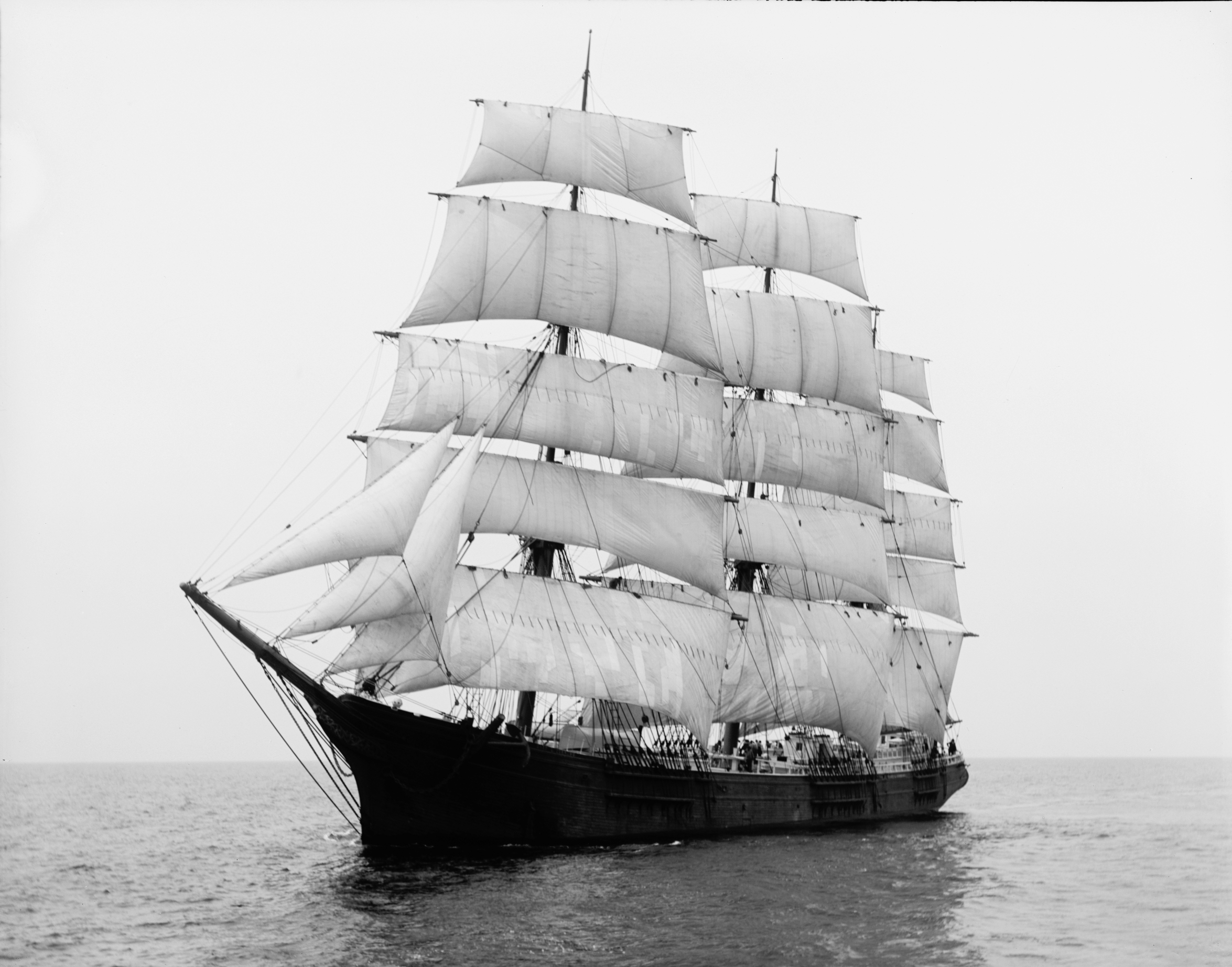
Фрегат «Mary L. Cushing» — велике вітрильне судно з прямими вітрилами

Типи вітрильників — класифікація вітрильних суден за типами вітрильного оснащення. Використовувана на вітрильнику схема вітрил називається планом вітрильності і визначається при його проектуванні.

## Поділ за типами
Незалежно від фактичних розмірів вітрильні судна за типом вітрильного озброєння (планом вітрильності) поділяються на великі (англ. tall ships) і малі (англ. small craft) вітрильні судна. Поділ є дещо умовним і визначає вимоги до чисельності команди для роботи з вітрилами та оснащенням.
- Великі вітрильні судна мають дві щогли або більше. Щогли на двощоглових вітрильниках іменують як грот-щогла (більша) та фок-щогла (якщо менша щогла попереду або щогли одного розміру) або бізань-щогла (якщо менша позаду).
- Малі вітрильні судна мають одну або дві щогли, перша щогла звичайно більша (грот-щогла), друга, якщо є, розташована позаду (бізань-щогла).

За типом вітрильного оснащення виділяють такі типи суден:
- Судна з прямим вітрильним оснащенням — мають прямі (поперечні) вітрила на всіх щоглах, можуть також нести окремі косі вітрила, які не впливають на тип озброєння (наприклад, стакселі, клівери тощо);
- Судна з косим вітрильним оснащенням — мають косі (поздовжні) вітрила на всіх щоглах;
- Судна зі змішаним вітрильним оснащенням — мають як прямі, так і косі вітрила на щоглах;

Поділ є доволі умовним. Великі вітрильні судна можуть мати будь-який тип вітрильного оснащення, малі вітрильні судна найчастіше мають лише косе оснащення.
|     |
| Кет |

|       |
| Люгер |

|      |
| Шлюп |

|     |
| Йол |

|     |
| Кеч |

|        |
| Шебека |

|       |
| Кутер |

|       |
| Шхуна |

|      |
| Бриг |

|            |
| Бригантина |

|      |
| Барк |

|            |
| Баркентина |

|        |
| Фрегат |

## Судна з косим вітрильним оснащенням
- Кет — однощоглове судно з одним вітрилом
- Йол — двощоглове судно з бермудськими або гафельними вітрилами
- Кеч — двощоглове судно з бермудськими або гафельними вітрилами
- Люгер — дво- або трищоглове судно з рейковими вітрилами
- Тендер (кутер) — однощоглове судно з 2–3 вітрилами
- Шлюп — однощоглове судно з 2–3 вітрилами
- Шхуна — судно з числом щогл від 2 і гафельними вітрилами

## Судна зі змішаним вітрильним оснащенням
- Барк — три- або чотирищоглове судно, бізань-щогла якого має косі вітрила, решта прямі
- Баркентина — три- або чотирищоглове судно, фок-щогла якого має прямі вітрила, а решта косі
- Бригантина — двощоглове судно зі змішаним вітрильним оснащенням
  - Справжня бригантина — двощоглове судно з косим гротом і прямими грот-марселями, грот-брамселями і грот-бом-брамселями; фок-щогла має тільки прямі вітрила
  - Шхуна-бриг — двощоглове судно з прямими вітрилами на фок- і косими — на грот-щоглі
- Марсельна шхуна — шхуна з марселями замість косих топселів над гафельними вітрилами
- Брамсельна шхуна — шхуна з марселями і брамселями замість косих топселів над гафельними вітрилами

## Судна з прямим вітрильним оснащенням
- Бриг — двощоглове судно з прямими вітрилами
- Фрегат — трищоглове судно з прямими вітрилами (косою є тільки бізань)